# 苏州地铁6号线
苏州地铁6号线是中国江苏省苏州市一条西北-东南向的轨道交通线路。起自沪宁城际铁路苏州新区站（苏州新区火车站），终于工业园区华云站。6号线于2018年11月开工，于2024年6月29日通车。工程总投资约260.09亿元。

## 概况
根据《苏州市城市轨道交通第三期建设规划（2018—2023年）》，6号线全长36.12公里，设站31座，全线均为地下线。全线设置车辆段1处，停车场1处。采用6B编组，最高运行时速80km/h。线路自苏州新区站引出，沿沪宁城际铁路向西南方向，穿越苏州古城区，进入工业园区并下穿金鸡湖，终点位于桑田岛。
6号线在下穿金鸡湖一段与金鸡湖公路隧道合建，二者为平行并列，6号线位于北侧。6号线的车站装修基于苏州传统文化设计，将水乡建筑、苏州园林、丝绸缎带等元素融入车站内外的装饰。

## 历史
- 2018年8月14日，国家发改委批复《苏州市城市轨道交通第三期建设规划（2018—2023年）》，同意建设苏州地铁6号线。6号线预计2018年内开工，2024年完工[5]。
- 2018年11月27日，6号线开工仪式举行，正式动工[2]。
- 2023年8月10日，6号线正线6座车站铺轨工程实现“长轨通”[6]。
- 2024年1月24日，6、7、8号线站点名称确定，部分站点出现更名[7]。
- 2024年1月31日，地铁6号线通过项目工程验收，初步具备试运行条件[8]。
- 2024年6月23日至25日9:00—19:00，6号线开放免费试乘活动。[9]
- 2024年6月29日9:00，6号线正式开通运营，初期运营范围为苏州新区火车站至桑田岛站[10]。因通苏嘉甬铁路苏州东站建设需要，桑田岛站的折返线暂时不能行车，6号线暂时分为两段运营：新区火车站至南斜步双向正常行车，南斜步、金尚路、桑田岛三座车站间为单线双向运营[11]。

## 车站

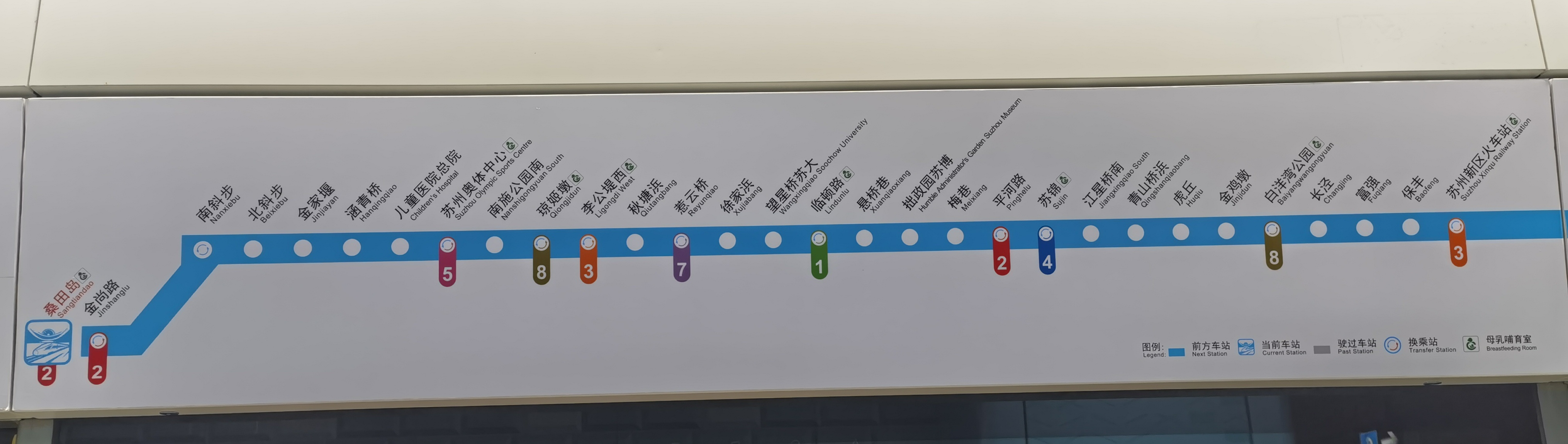
6号线站名表，摄于南斜步站

### 换乘站
- 36蘇州新區火車站 — 换乘3号线
- 68白洋灣公園 — 换乘8号线
- 46苏錦 — 换乘4号線
- 26平河路 — 换乘2号线
- 16临頓路 — 换乘1号线
- 67惹雲橋 — 换乘7号线
- 36李公堤西 — 换乘3号线
- 68瓊姬墩 — 换乘8号线
- 56蘇州奧體中心 — 换乘5号线
- 26金尚路 — 换乘2号线
- 26桑田岛 — 换乘2号线

### 车站列表
| 苏州新区火车站 | Suzhou Xinqu Railway Station                | █ 3号线 █ 有轨电车2号线 苏州新区站 | 苏州新区     | 地下岛式 | 2024年6月29日 |
| 保丰           | Baofeng                                     | —                                  | 苏州新区     | 地下岛式 | 2024年6月29日 |
| 富强           | Fuqiang                                     | —                                  | 姑苏区       | 地下岛式 | 2024年6月29日 |
| 长泾           | Changjing                                   | —                                  | 姑苏区       | 地下岛式 | 2024年6月29日 |
| 白洋湾公园     | Baiyangwangongyuan                          | █ 8号线                            | 姑苏区       | 地下岛式 | 2024年6月29日 |
| 金鸡墩         | Jinjidun                                    | —                                  | 姑苏区       | 地下岛式 | 2024年6月29日 |
| 虎丘           | Huqiu                                       | —                                  | 姑苏区       | 地下岛式 | 2024年6月29日 |
| 青山桥浜       | Qingshanqiaobang                            | —                                  | 姑苏区       | 地下岛式 | 2024年6月29日 |
| 江星桥南       | Jiangxingqiao South                         | —                                  | 姑苏区       | 地下岛式 | 2024年6月29日 |
| 苏锦           | Sujin                                       | █ 4号线                            | 姑苏区       | 地下岛式 | 2024年6月29日 |
| 平河路         | Pinghelu                                    | █ 2号线                            | 姑苏区       | 地下岛式 | 2024年6月29日 |
| 梅巷           | Meixiang                                    | —                                  | 姑苏区       | 地下岛式 | 2024年6月29日 |
| 拙政园苏博     | Humble Administrator's Garden Suzhou Museum | █ 9号线（规划）                    | 姑苏区       | 地下岛式 | 2024年6月29日 |
| 悬桥巷         | Xuanqiaoxiang                               | —                                  | 姑苏区       | 地下岛式 | 2024年6月29日 |
| 临顿路         | Lindunlu                                    | █ 1号线                            | 姑苏区       | 地下岛式 | 2024年6月29日 |
| 望星桥苏大     | Wangxingqiao Soochow University             | —                                  | 姑苏区       | 地下岛式 | 2024年6月29日 |
| 徐家浜         | Xujiabang                                   | █ 10号线（规划）                   | 苏州工业园区 | 地下岛式 | 2024年6月29日 |
| 惹云桥         | Reyunqiao                                   | █ 7号线                            | 苏州工业园区 | 地下岛式 | 2024年6月29日 |
| 秋塘浜         | Qiutangbang                                 | —                                  | 苏州工业园区 | 地下岛式 | 2024年6月29日 |
| 李公堤西       | Ligongdi West                               | █ 3号线                            | 苏州工业园区 | 地下岛式 | 2024年6月29日 |
| 琼姬墩         | Qiongjidun                                  | █ 8号线 █ 14号线（规划）           | 苏州工业园区 | 地下岛式 | 2024年6月29日 |
| 南施公园南     | Nanshigongyuan South                        | —                                  | 苏州工业园区 | 地下岛式 | 2024年6月29日 |
| 苏州奥体中心   | Suzhou Olympic Sports Centre                | █ 5号线                            | 苏州工业园区 | 地下岛式 | 2024年6月29日 |
| 儿童医院总院   | Children's Hospital                         | —                                  | 苏州工业园区 | 地下岛式 | 2024年6月29日 |
| 涵青桥         | Hanqingqiao                                 | —                                  | 苏州工业园区 | 地下岛式 | 2024年6月29日 |
| 金家堰         | Jinjiayan                                   | —                                  | 苏州工业园区 | 地下岛式 | 2024年6月29日 |
| 北斜步         | Beixiebu                                    | —                                  | 苏州工业园区 | 地下岛式 | 2024年6月29日 |
| 南斜步         | Nanxiebu                                    | —                                  | 苏州工业园区 | 地下岛式 | 2024年6月29日 |
| 金尚路         | Jinshanglu                                  | █ 2号线                            | 苏州工业园区 | 地下岛式 | 2024年6月29日 |
| 桑田岛         | Sangtiandao                                 | █ 2号线                            | 苏州工业园区 | 地下岛式 | 2024年6月29日 |
| 华云           | Huayun                                      |                                    | 苏州工业园区 | 地下岛式 | 2027年        |

## 车辆
6号线采用6节编组B型车，初期配属车辆40列，最高运行速度80km/h，支持最高运行等级GoA4。

### 一期列车
- 厂商型号：PM186
- 制造厂商： 中国 中车南京浦镇车辆有限公司
- 制造年份：2022 ~ 2024
- 外观特征：列车采用鼓形车体设计，以天蓝、黑、白三色为主色调，两边各有一条天蓝色的饰带，窗框周围则为黑色；车头设红色LED方向幕显示终点站。
- 车体材质：铝合金车体
- 车辆编成：6节编组（=Tc-Mp-M+M-Mp-Tc=）
- 车体尺寸：头车长 20.90 m，中间车长 19.52 m，宽 2.88 m，高 3.765 m
- 车门宽度：1.3 m
- 相同车厢车门中心距：4.88 m
- 相邻车厢车门中心距：4.88 m
- 供电制式：高架接触网供电，DC 1500 V
- 设计时速：80 km/h
- 额定载客量：1436人
- 极限载客量：2034人
- 电气牵引系统：
  - 江苏经纬轨道交通设备有限公司生产 WIND-TMM-1Y460-570SNJ07 型鼠笼式三相异步交流牵引电动机（额定功率：190 kW，4×4台）
  - 江苏经纬轨道交通设备有限公司生产 WIND-TCM-1B0800FU08 型 IGBT-VVVF（1C4M1群方式控制，4组）
- 转向架：中车南京浦镇车辆制 PW80E-Ⅱ 型无摇枕式空气弹簧转向架（6×2台）
- 转向架轴重：14 t
- 转向架轴距：2.3 m
- 车辆总数：PM186型共40列（0601 ~ 0640）（0632 ~ 0640 未投入生产）
- 此列车设有LCD电子动态线路图，车厢连接处采用LCD显示屏
- 设施特征：车头使用LED灯照明；司机室采用全开放式设计，设置有全高式软隔断；车厢内座椅两侧设置USB充电接口，车头展望区设有无线充电装置。

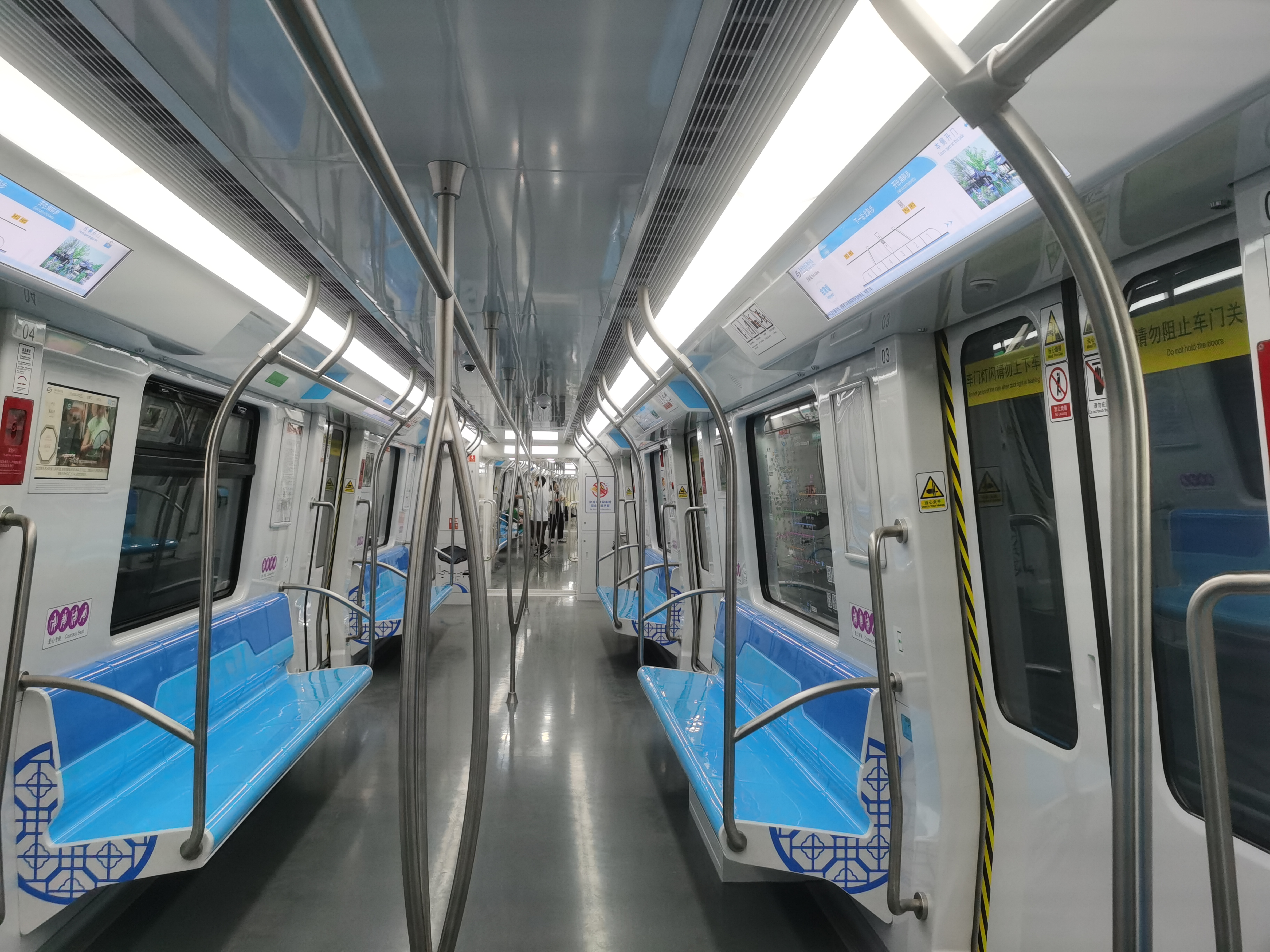
列车内部
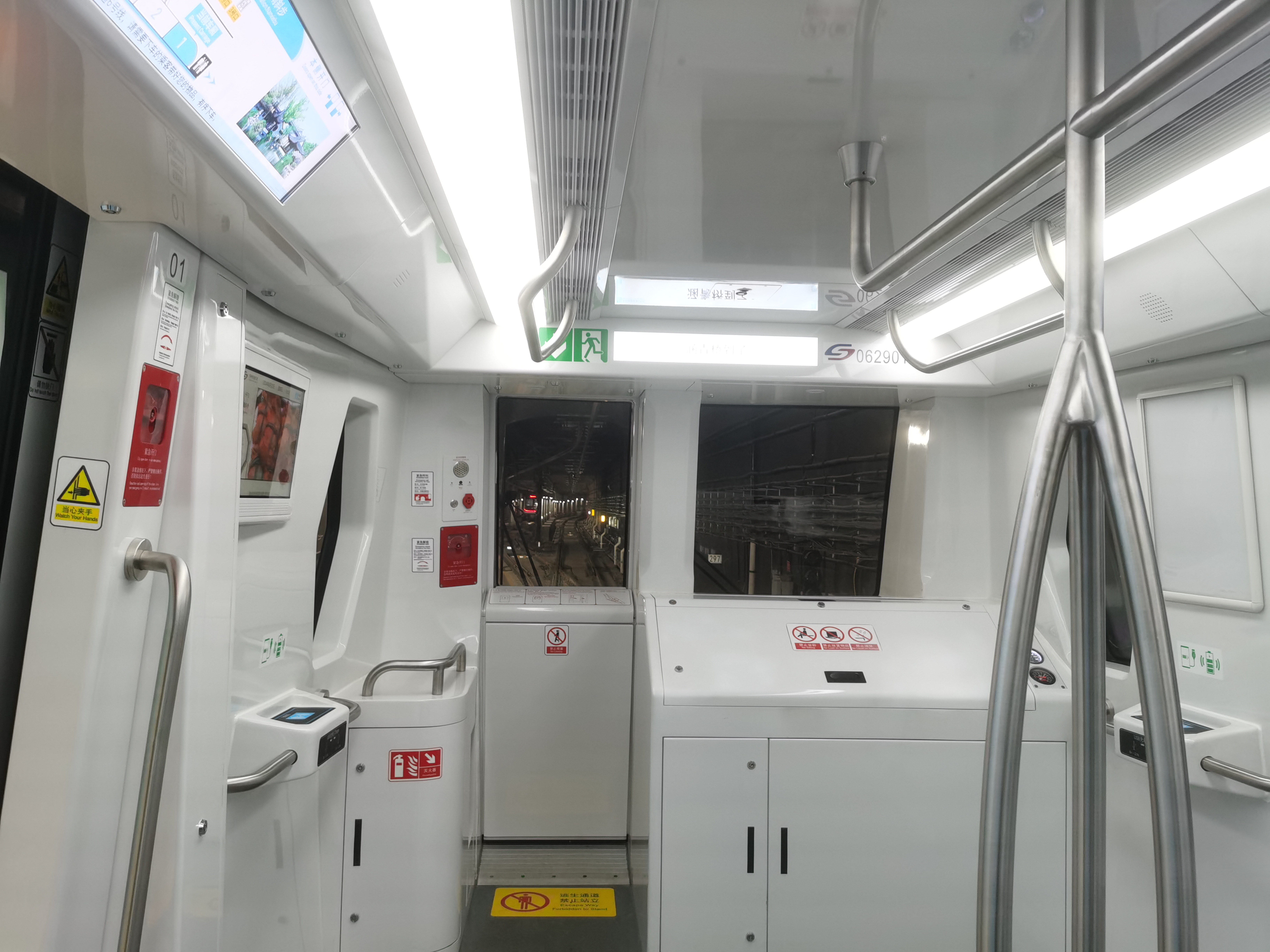
列车驾驶室
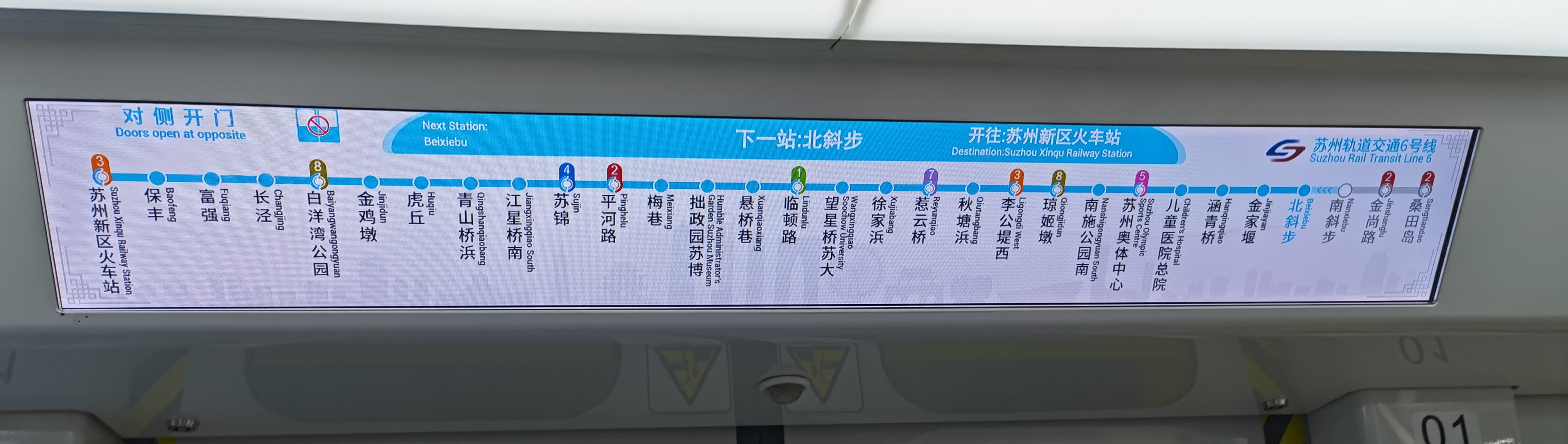
列车上方的LCD电子动态线路图